# Újrónafő
Újrónafő è un comune di 829 abitanti situato nella contea di Győr-Moson-Sopron, nell'Ungheria nordoccidentale.